# Lista dos 100 jogadores da MLB com mais bases por bolas cedidas

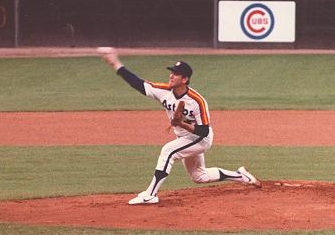
Nolan Ryan, o líder em todos os tempos em walks concedidos

Esta é a lista dos 100 maiores arremessadores da Major League Baseball que concederam walks em todos os tempos. Nolan Ryan detém o recorde concedendo 2795 walks em toda sua carreira. Ryan é o único arremessador na história da MLB a conceder mais de 2000 walks. Este alto número se explica, em parte, devido à suas 27 temporadas jogadas.

## Campo
| Posição | Posição entre os líderes de mais walks concedidos. Campo em branco significa empate. |
| Jogador | Nome do jogador                                                                      |
| BB      | Total de walks concedidos                                                            |
| *       | Denota eleito para o National Baseball Hall of Fame.                                 |
| Negrito | Denota jogador ativo.                                                                |

## Lista
Estatísticas atualizadas até o final da temporada de 2015
| Posição | Jogador           | BB   |
| ------- | ----------------- | ---- |
| 1       | Nolan Ryan *      | 2795 |
| 2       | Steve Carlton *   | 1833 |
| 3       | Phil Niekro *     | 1809 |
| 4       | Early Wynn *      | 1775 |
| 5       | Bob Feller *      | 1764 |
| 6       | Bobo Newsom       | 1732 |
| 7       | Amos Rusie *      | 1707 |
| 8       | Charlie Hough     | 1665 |
| 9       | Roger Clemens     | 1580 |
| 10      | Gus Weyhing       | 1570 |
| 11      | Red Ruffing *     | 1541 |
| 12      | Tom Glavine *     | 1500 |
| 13      | Randy Johnson *   | 1497 |
| 14      | Bump Hadley       | 1442 |
| 15      | Warren Spahn *    | 1434 |
| 16      | Earl Whitehill    | 1431 |
| 17      | Tony Mullane      | 1408 |
| 18      | Sad Sam Jones     | 1396 |
| 19      | Jack Morris       | 1390 |
|         | Tom Seaver *      | 1390 |
| 21      | Gaylord Perry *   | 1379 |
| 22      | Bobby Witt        | 1375 |
| 23      | Mike Torrez       | 1371 |
| 24      | Walter Johnson *  | 1363 |
| 25      | Don Sutton *      | 1343 |
| 26      | Chick Fraser      | 1338 |
| 27      | Bob Gibson *      | 1336 |
| 28      | Chuck Finley      | 1332 |
| 29      | Bert Blyleven *   | 1322 |
| 30      | Sam McDowell      | 1312 |
| 31      | Jim Palmer *      | 1311 |
| 32      | Mark Baldwin      | 1307 |
| 33      | Adonis Terry      | 1298 |
| 34      | Mickey Welch *    | 1297 |
| 35      | Burleigh Grimes * | 1295 |
| 36      | Mark Langston     | 1289 |
| 37      | Kid Nichols *     | 1272 |
| 38      | Bullet Joe Bush   | 1263 |
| 39      | Joe Niekro        | 1262 |
| 40      | Allie Reynolds    | 1261 |
| 41      | Tommy John        | 1259 |
| 42      | Frank Tanana      | 1255 |
| 43      | Bob Lemon *       | 1251 |
| 44      | Hal Newhouser *   | 1249 |
| 45      | George Mullin     | 1238 |
| 46      | Tim Keefe *       | 1233 |
| 47      | Cy Young *        | 1217 |
| 48      | Red Faber *       | 1213 |
| 49      | Vic Willis *      | 1212 |
| 50      | Ted Breitenstein  | 1207 |

| Posição | Jogador             | BB   |
| ------- | ------------------- | ---- |
| 51      | Tim Wakefield       | 1205 |
| 52      | Brickyard Kennedy   | 1203 |
| 53      | Jerry Koosman       | 1198 |
| 54      | Tommy Bridges       | 1192 |
| 55      | John Clarkson *     | 1191 |
| 56      | Lefty Grove *       | 1187 |
| 57      | Vida Blue           | 1185 |
| 58      | Billy Pierce        | 1178 |
| 59      | Kenny Rogers        | 1175 |
| 60      | Dennis Martínez     | 1165 |
| 61      | Al Leiter           | 1163 |
| 62      | Mike Moore          | 1156 |
| 63      | Jamie Moyer         | 1155 |
|         | Jack Stivetts       | 1155 |
| 65      | Fernando Valenzuela | 1151 |
| 66      | David Cone          | 1137 |
| 67      | Bill Hutchinson     | 1132 |
|         | Johnny Vander Meer  | 1132 |
| 69      | Jerry Reuss         | 1127 |
| 70      | Ted Lyons *         | 1121 |
|         | Bucky Walters       | 1121 |
| 72      | Mel Harder          | 1118 |
| 73      | Earl Moore          | 1108 |
| 74      | Bob Buhl            | 1105 |
| 75      | Luis Tiant          | 1104 |
| 76      | A. J. Burnett       | 1100 |
| 77      | Mickey Lolich       | 1099 |
| 78      | Lefty Gomez *       | 1095 |
| 79      | Virgil Trucks       | 1088 |
| 80      | Whitey Ford *       | 1086 |
| 81      | Jim Kaat            | 1083 |
| 82      | Eppa Rixey *        | 1082 |
| 83      | Rick Sutcliffe      | 1081 |
| 84      | Eddie Plank *       | 1072 |
| 85      | Ryan Dempster       | 1071 |
| 86      | Camilo Pascual      | 1069 |
| 87      | Bob Turley          | 1068 |
| 88      | Hooks Dauss         | 1067 |
| 89      | Liván Hernández     | 1066 |
| 90      | Ice Box Chamberlain | 1065 |
| 91      | Bert Cunningham     | 1064 |
|         | Barry Zito          | 1064 |
| 93      | Curt Simmons        | 1063 |
| 94      | Bill Donovan        | 1059 |
| 95      | Murry Dickson       | 1058 |
| 96      | Jouett Meekin       | 1056 |
| 97      | Vern Kennedy        | 1049 |
| 98      | Dizzy Trout         | 1046 |
| 99      | Howard Ehmke        | 1042 |
| 100     | Wes Ferrell         | 1040 |

## Próximos jogadores ativos com números relevantes
- CC Sabathia (996)